# Langepas
Langepas (russisch Лангепас, chantisch Лӑңкипос Lăŋkipos) ist eine Stadt in Westsibirien, im Autonomen Kreis der Chanten und Mansen/Jugra (Russland) mit 41.670 Einwohnern (Stand 14. Oktober 2010).

## Geographie
Die Stadt liegt im Westsibirischen Tiefland nördlich des Ob, an seinem Flussarm Kajukowskaja (протока Каюковская), etwa 15 km vom Hauptarm entfernt. Die Stadt liegt ungefähr in der Mitte zwischen Surgut und Nischnewartowsk. Das Klima ist kontinental.
Die Stadt bildet einen eigenständigen Stadtkreis, der vom Territorium des Rajons Nischnewartowsk umschlossen ist.
Langepas liegt an der 1979 eröffneten Eisenbahnstrecke Surgut – Nischnewartowsk (Stationsname Langepassowski, russisch Лангепасовский).

## Geschichte
Langepas entstand 1980 als Erdölarbeitersiedlung Langepassowski und erhielt bereits am 15. August 1985 Stadtrecht. Die Namensgebung erfolgte nach dem Namen eines Mündungsarms des Watinski Jogan in den Ob, Lange-Pas (auch in der Schreibweise Langepas), die chantischen Wörter für Eichhörnchen und Flussarm.

### Bevölkerungsentwicklung
| Jahr | Einwohner |
| ---- | --------- |
| 1989 | 25.618    |
| 2002 | 37.182    |
| 2010 | 41.670    |

Anmerkung: Volkszählungsdaten

## Kultur und Sehenswürdigkeiten
Seit 1996 gibt es in der Stadt ein kleines Ethnographisches Museum, welches der Kultur der indigenen Bevölkerung der Chanten gewidmet ist.

## Wirtschaft
Langepas ist ein Zentrum der Erdölindustrie. In der Stadt befindet sich der Stammsitz von Langepasneftegaz (Лангепаснефтегаз), einer der drei Gründungsgesellschaften des größten russischen Ölkonzerns Lukoil.

## Söhne und Töchter der Stadt
- Olga Girja (* 1991), Schachspielerin
- Bachtowar Nasirow (* 1994), Boxer im Bantamgewicht
- Alexander Dergatschow (* 1996), Eishockeyspieler